# Atlantiker
Als Atlantiker oder Transatlantiker werden Personen bezeichnet, die sich in ihrer Identitätsfindung nicht an einem einzelnen europäischen oder nordamerikanischen Nationalstaat orientieren, sondern stattdessen eine Definition über bestimmte empfundene Werte in den Vordergrund stellen. Dazu zählen Wertschätzung für Marktwirtschaft, Liberalismus und Demokratie sowie eine Identifikation mit den nach ihrer Sicht diese Werte repräsentierenden Staaten, insbesondere die Vereinigten Staaten, das Vereinigte Königreich, Deutschland und andere Staaten in (West-)Europa.

## Allgemeines
Der Begriff leitet sich ab von den transatlantischen Beziehungen zwischen Westeuropa und den USA. Diese Beziehungen waren prägend für die Entwicklung Westeuropas während des Kalten Krieges, als die enge Kooperation dieser Staaten existenzielle Bedeutung hatte für die wirtschaftliche Entwicklung (Marshall-Plan) und den militärischen Schutz (NATO) Europas und insbesondere Westdeutschlands.
Ein Kernelement und eine historische Grundlage dieser Kooperation bilden die Beziehungen zwischen dem Vereinigten Königreich und den Vereinigten Staaten, die während des Zweiten Weltkriegs ihre gemeinsamen außenpolitischen Grundsätze in der Atlantik-Charta formulierten. Auch heute treten Atlantiker für eine enge Kooperation zwischen Europa und den USA ein, insbesondere in Fragen der Außen- und Verteidigungspolitik um gemeinsame langfristige Interessen zu wahren.
Atlantiker befürworten daher in der Regel transnationale wirtschaftliche Verflechtungen und treten für eine (freie) Marktwirtschaft ein, da diese – aus ihrer Sicht – zur verbesserten internationalen Zusammenarbeit beiträgt. Sie sind Gegner einer protektionistischen Wirtschaftspolitik, die sich auf einen einzelnen Staat beschränkt.
Viele Atlantiker distanzieren sich von nationalistischen, kommunistischen/sozialistischen und isolationistischen Bewegungen. Sie sind häufig im wertkonservativen und wirtschaftsliberalen Spektrum zu finden.
In Politik und Presse galten Ludwig Erhard, Gerhard Schröder (CDU) und Kai-Uwe von Hassel, Der Spiegel, der Stern, Die Zeit, das Sonntagsblatt und Christ und Welt als atlantische Größen. Die Welt und die Bild legen ihren Mitarbeitern als Bestandteil der Axel Springer SE sogar ein Bekenntnis zu deren Grundsätzen auf, darunter die „Unterstützung des transatlantischen Bündnisses und die Solidarität in der freiheitlichen Wertegemeinschaft mit den Vereinigten Staaten von Amerika.“

## Kritik
Transatlantische Ideologien werden häufig sowohl aus strategischer Sicht als auch aus werteorientierter Sicht kritisiert.
Aus werteorientierter Sicht wird unter anderem kritisiert, dass die von den USA offiziell propagierten Werte wie Freiheit und Demokratie sich kaum in der Außenpolitik der USA wiederfinden und diese Worte lediglich als Propaganda genutzt werden, um öffentliche Zustimmung für die Außenpolitik der USA zu erzeugen. Untersuchungen des Historikers Dov Levin ergaben beispielsweise, dass die USA zwischen den Jahren 1946 und 2000 über 80 mal die demokratischen Wahlen anderer Länder manipulierten – auch in europäischen Ländern wie Italien und Griechenland. Kritiker betrachten Transatlantizismus daher als eine inhärent widersprüchliche Ideologie; denn auf der einen Seite werden bestimmte Werte propagiert, andererseits wird jedoch ein Bündnis mit den USA angestrebt, obwohl die USA eine diesen Werten entgegengesetzte und äußerst aggressive, nationalistische Außenpolitik betreibe.
Indes wird aus strategischer Sicht unter anderem kritisiert, dass die Beziehungen zwischen Europa und den USA ungleich seien, da die USA ihre Außenpolitik mit wenig Rücksicht auf europäische Interessen durchsetze. In Deutschland wird unter anderem das Beispiel der Industriespionage genannt: Nach Schätzungen deutscher Sicherheitsforscher belief sich der Schaden, den US-amerikanische Industriespionage in Deutschland anrichtet, bereits im Jahr 2000 auf mindestens 10 Milliarden Euro pro Jahr. Diese Zahl sei aufgrund der Digitalisierung heutzutage wahrscheinlich noch höher. Transatlantizismus und die NATO geraten zunehmend auch aus militärischer Sicht in Kritik: So gab General a. D. der Luftwaffe Harald Kujat an, dass die EU sich nicht nur gegenüber Russland, sondern auch gegenüber den USA militärisch stärker behaupten müsse, da die Politik der USA den Nahen Osten ohne Rücksicht auf Europa destabilisiere. Politologen merken an, dass sich die EU durch Programme wie PESCO zwar immer mehr für eine innereuropäische Verteidigungspolitik einsetzt, die USA jedoch versuche, diese Unterfangen durch Lobbyismus aktiv zu behindern und damit ein zunehmend eigenständiges Handeln europäischer Länder zu verhindern. Laut Françoise Grossetête, Mitglied des Europäischen Parlaments von 1994 bis 2019, betreibt die USA intensiv Lobbyarbeit gegen eine verstärkte militärische Zusammenarbeit außerhalb der NATO zwischen den EU-Mitgliedsstaaten. Dies gehe so weit, dass Abgeordnete des Europäischen Parlaments zu „privaten Abendessen“ eingeladen werden, um sie zu überreden, gegen jegliche Programme und Gesetze zu stimmen, die eine verstärkte militärische Zusammenarbeit innerhalb der EU bedeuten würden. Da die USA ihre politische Vormachtstellung in Europa erhalten bzw. ausweiten wollen, wird Transatlantizismus daher teilweise als inkompatibel zur europäischen Integration angesehen.

## Aufsätze
- Henk Overbeek: Atlanticism and Europeanism in British Foreign Policy, in: Henk Overbeek (Hg.): Restructuring Hegemony in the Global Political Economy, Routledge, London/New York 2002, ISBN 0-203-41186-2
- Manlio Graziano: The Rise and Fall of ‘Mediterranean Atlanticism’ in Italian Foreign Policy: The Case of the Near East, in: Modern Italy, 2007, 12:3, S. 287–308.
- Sotiris Rizas: Atlanticism and Europeanism in Greek foreign and security policy in the 1970s, in: Southeast European and Black Sea Studies, 2008, 8:1, S. 51–66.
- Hans Mouritzen: Denmark’s super Atlanticism, in: Journal of Transatlantic Studies, 2008, 5:2, S. 155–167.